# У Чжэнъи
У Чжэнъи́ (кит. трад. 吳徵鎰, упр. 吴征镒, пиньинь Wú Zhēngyì; 1916—2013) — китайский ботаник.

## Биография
У Чжэнъи родился 13 июня 1916 года в Цзюцзяне провинции Цзянси.
Учился в университете Цинхуа, в 1937 году окончил его со степенью по биологии. Работал во временном Национальной Юго-западном университете в Куньмине. В 1949 году принимал участие в создании обновлённой Китайской академии. Впоследствии У Чжэнъи был исполнительным директором Института систематической ботаники Китайской академии наук в Пекине, в 1955 году был избран академиком. С 1958 года он был директором Института ботаники в Куньмине, в 1983 году стал его почётным директором.
20 июня 2013 года 97-летний У Чжэнъи скончался.
У Чжэнъи был одним из главных редакторов монографии Flora of China. В 1999 году он был удостоен Международной премии COSMOS. В 2008 году У стал лауреатом Государственной высшей научно-технической награды Китая.

## Некоторые научные публикации
- Flora Xizangica, 5 vols., 1983—1987.

## Некоторые виды растений, названные в честь У Чжэнъи
- Bauhinia wuzhengyii S.S.Larsen, 1999
- Capparis wui B.S.Sun, 1964
- Corydalis wuzhengyiana Z.Y.Su & Lidén, 1997
- Hemsleya chengyihana D.Z.Li, 1993, nom. nov.
- Impatiens wuchengyihii S.Akiyama, H.Ohba & S.K.Wu, 1996
- Isodon wui C.L.Xiang & E.D.Liu, 2012
- Microtropis wui Y.M.Shui & W.H.Chen, 2002
- Platycraspedum wuchengyii Al-Shehbaz, T.Y.Cheo, L.L.Lu & G.Yang, 2000
- Premna wui Boufford & B.M.Barthol., 2012, nom. nov.